# エル・ムセオ・ウニベルサル
エル・ムセオ・ウニベルサル (西：El Museo Universal) は、スペインのイラスト入り週刊誌。1857年にマドリードで発刊され、1869年まで刊行された。

## 歴史

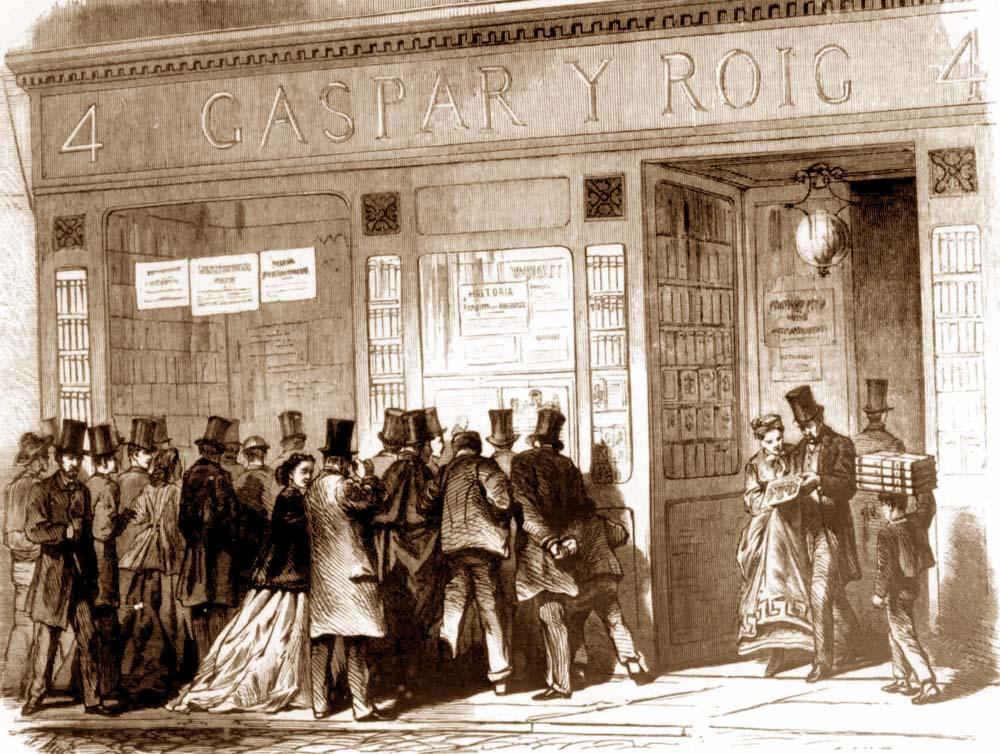
本誌が展示された出版社の店頭

本誌は1857年1月15日に創刊した。当初は隔週刊だったが、のちに週刊となり、1869年11月28日まで刊行された。設立者はホセ・ガスパル・マリスタニーとホセ・ロイグ（José Roig）の二人である。本誌には驚くべき数のイラストが含まれており、1857年に終刊した「セマナリオ・ピントレスコ・エスパニョール」の後継誌であり、1869年に設立される「ラ・イルスタシオン・エスパニョーラ・イ・アメリカーナ」の先駆とも呼べた。
主な監修者はネメシオ・フェルナンデス・クエスタで、セシリオ・アロンソ（Cecilio Alonso）は、ネメシオが一般的な芸術・文学・科学のイラスト雑誌にある政治的指向性の限界を乗り超えさせたと指摘した。寄稿者では、1865年に詩人のグスタボ・アドルフォ・ベッケルが加わり、画家のヴァレリアーノ・ドミンゲス、ベルナルド・リコ、エンリケ・ラポルタ、フランシスコ・ラポルタ、ビセンテ・ウラビエタ、ダニエル・ヴィエルジュ、フランシスコ・オルテゴ、カルロス・リベラ（Carlos Ribera）、フェデリコ・ルイス、トマス・カルロス・カプス、ホアキン・シエラ、エドゥアルド・カノ・デ・ラ・ペーニャなどが寄稿した。
シャルノン・ドイッチュ（Charnon-Deutsch）の言葉を借りれば、本誌とその後継誌「ラ・イルスタシオン・エスパニョーラ・イ・アメリカーナ」の出現は、今日のニュースと過去の記念碑的なビジョンを組み合わせたスペインのイラスト雑誌の誕生を意味した 。またトランコン・ラグナス（Trancón Lagunas）は、本誌と「セマナリオ・ピントレスト・エスパニョール」、「ムセオ・デ・ラス・ファミリアス」を、1868年のスペイン革命までの、19世紀のスペインにおけるもっとも重要な三つの雑誌に挙げた。

## イラスト・ギャラリー

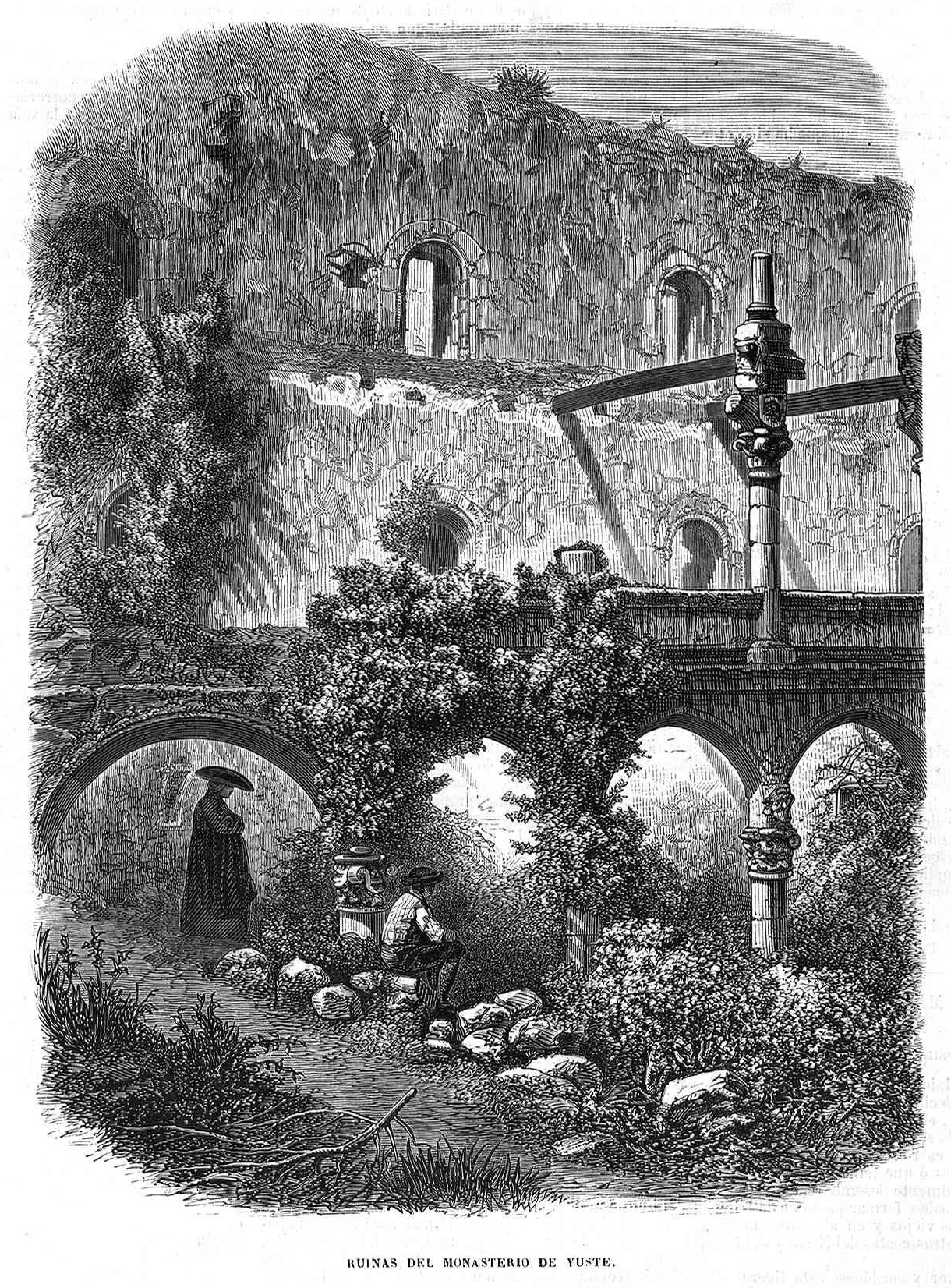
ユステ修道院 (1858年)
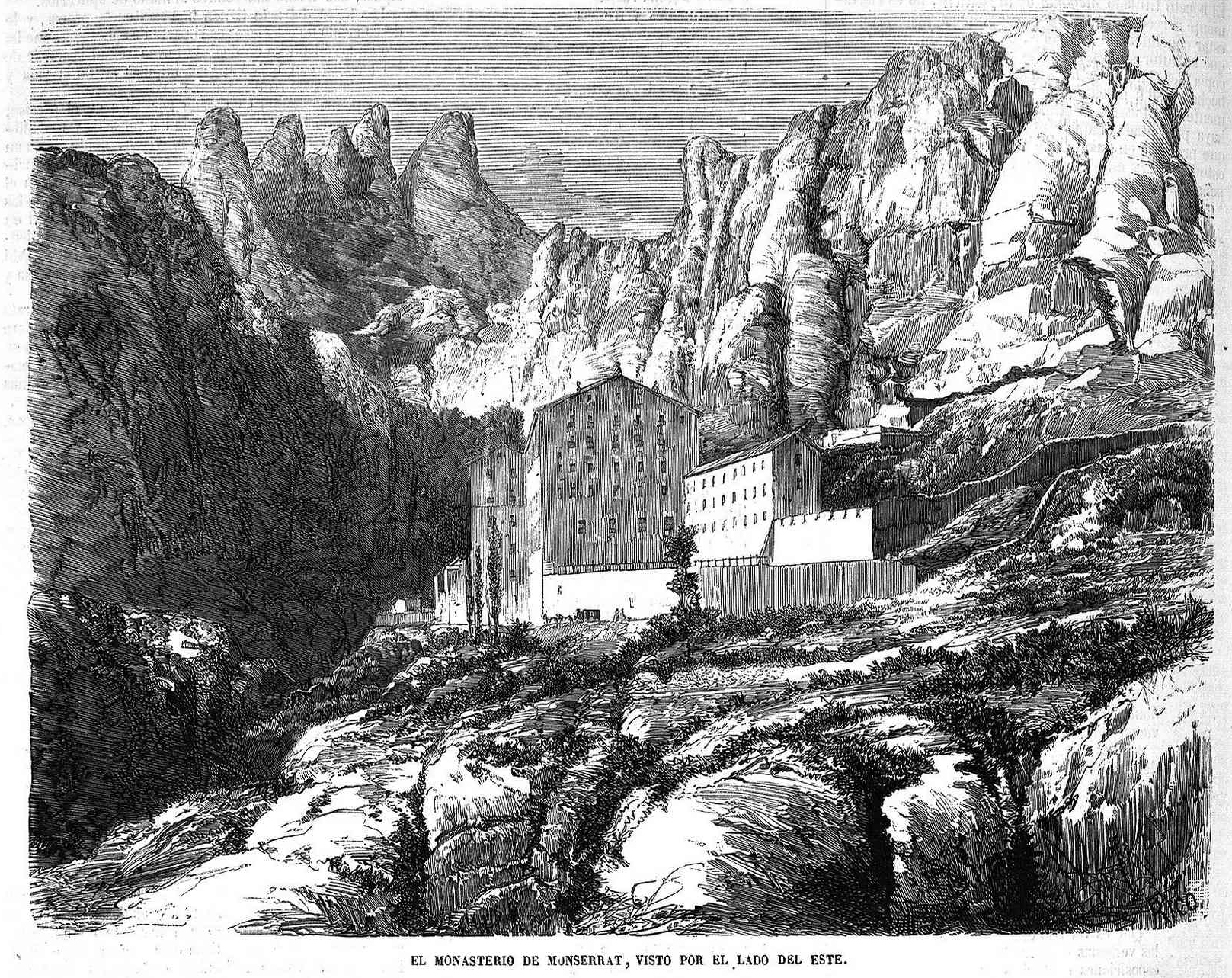
モンセラート修道院 (1860年)
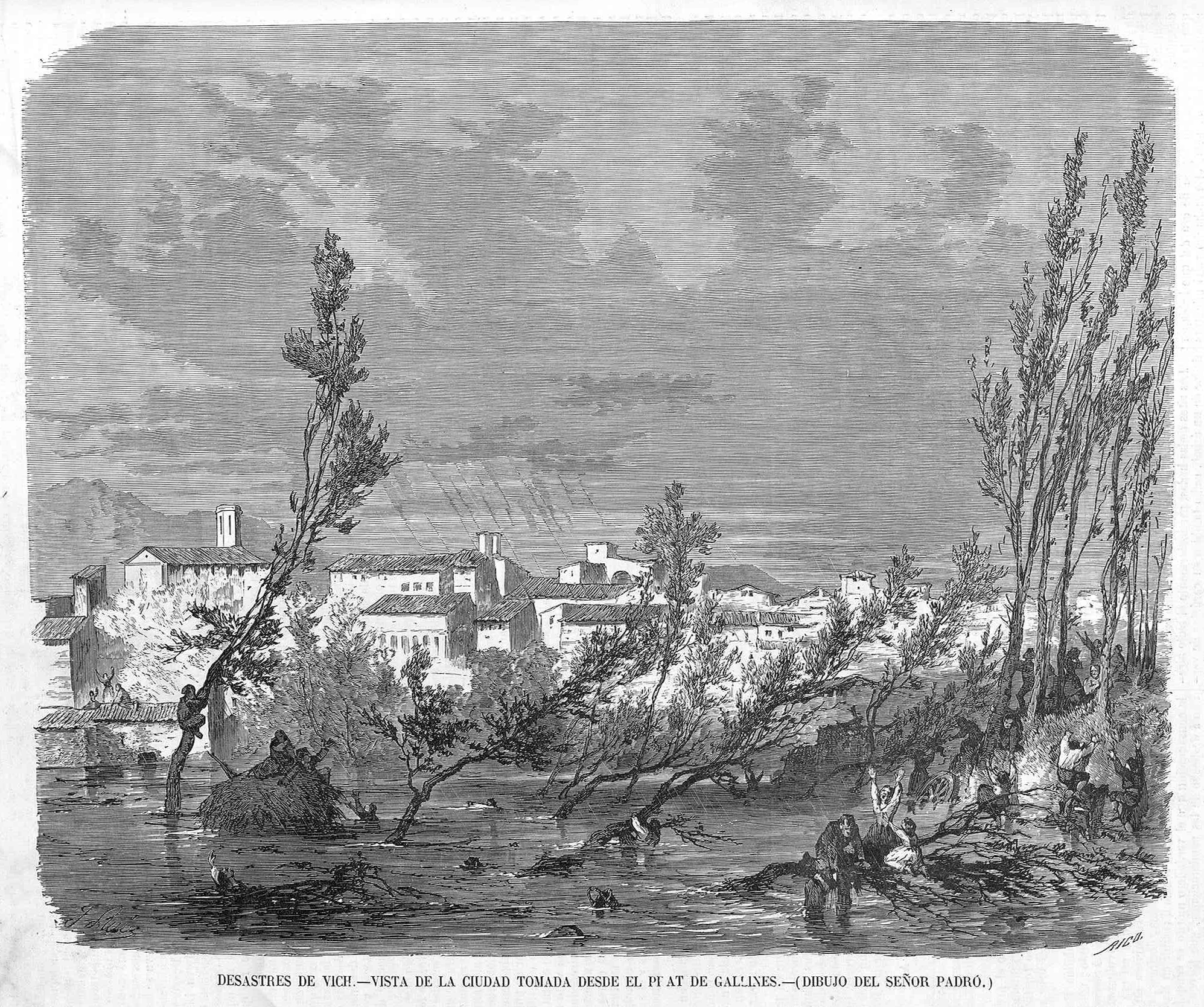
ビックの洪水 (1863年)
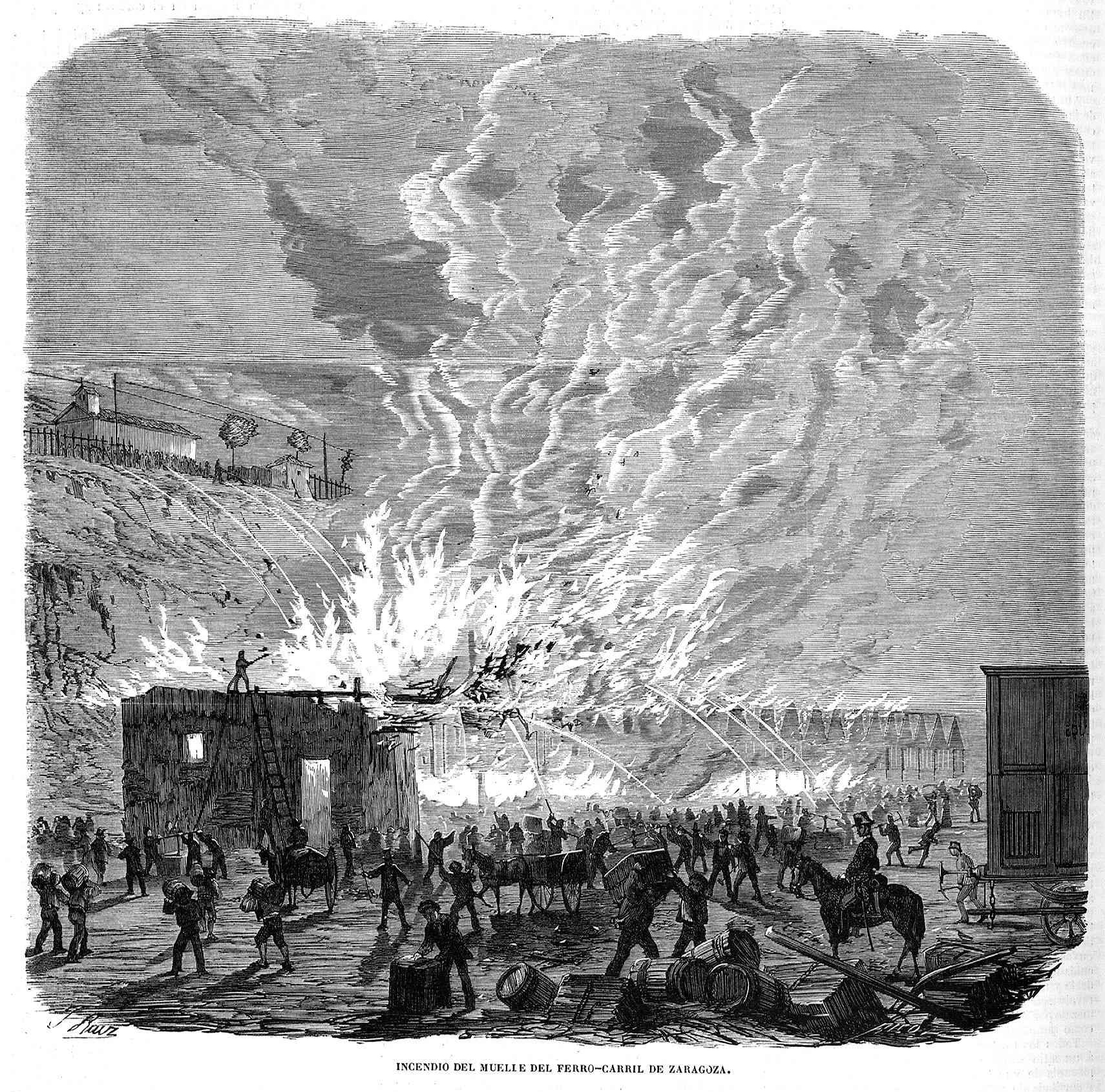
サラゴサの火災 (1864年)
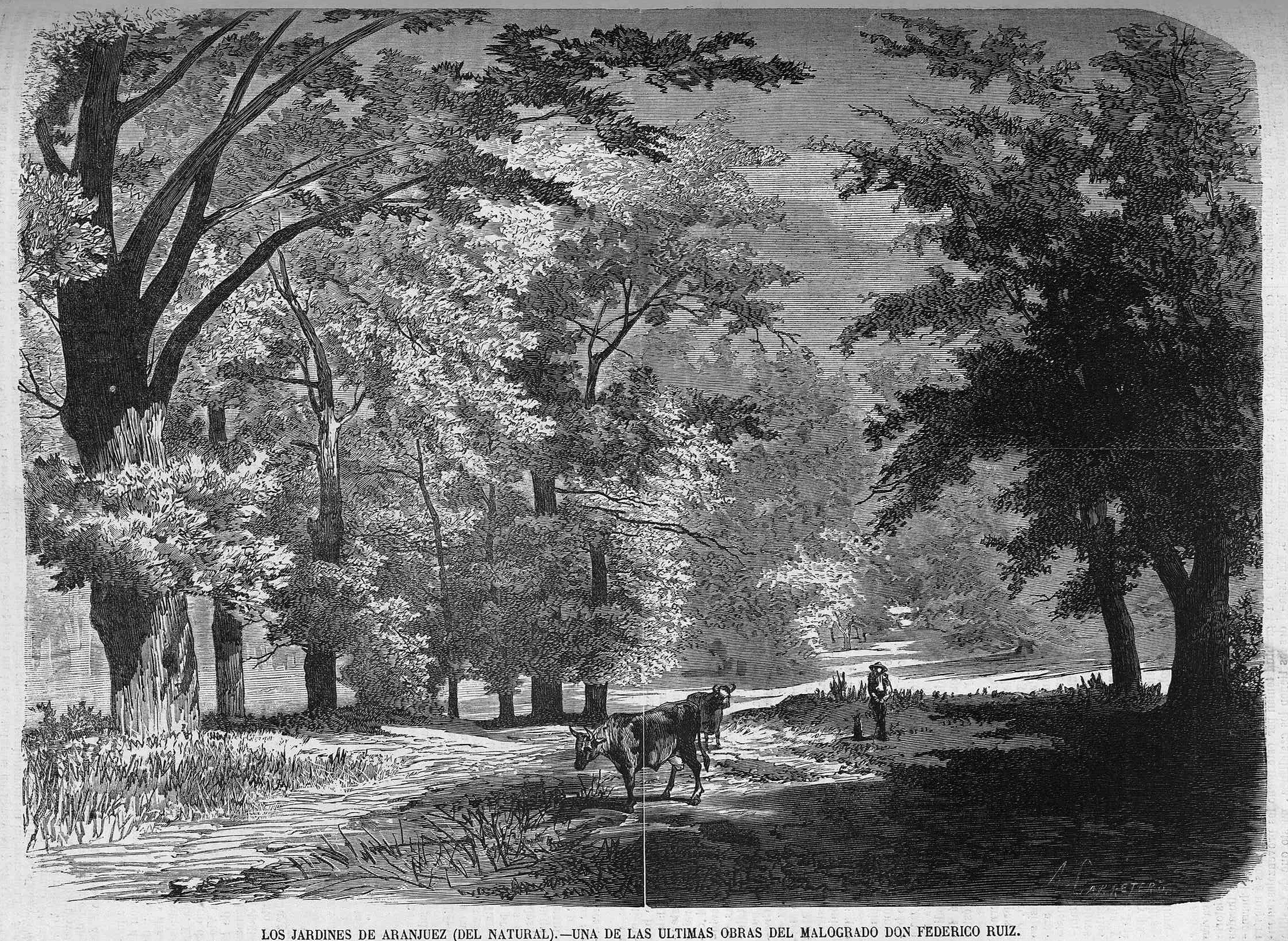
アランフエスの庭園 (1868年)
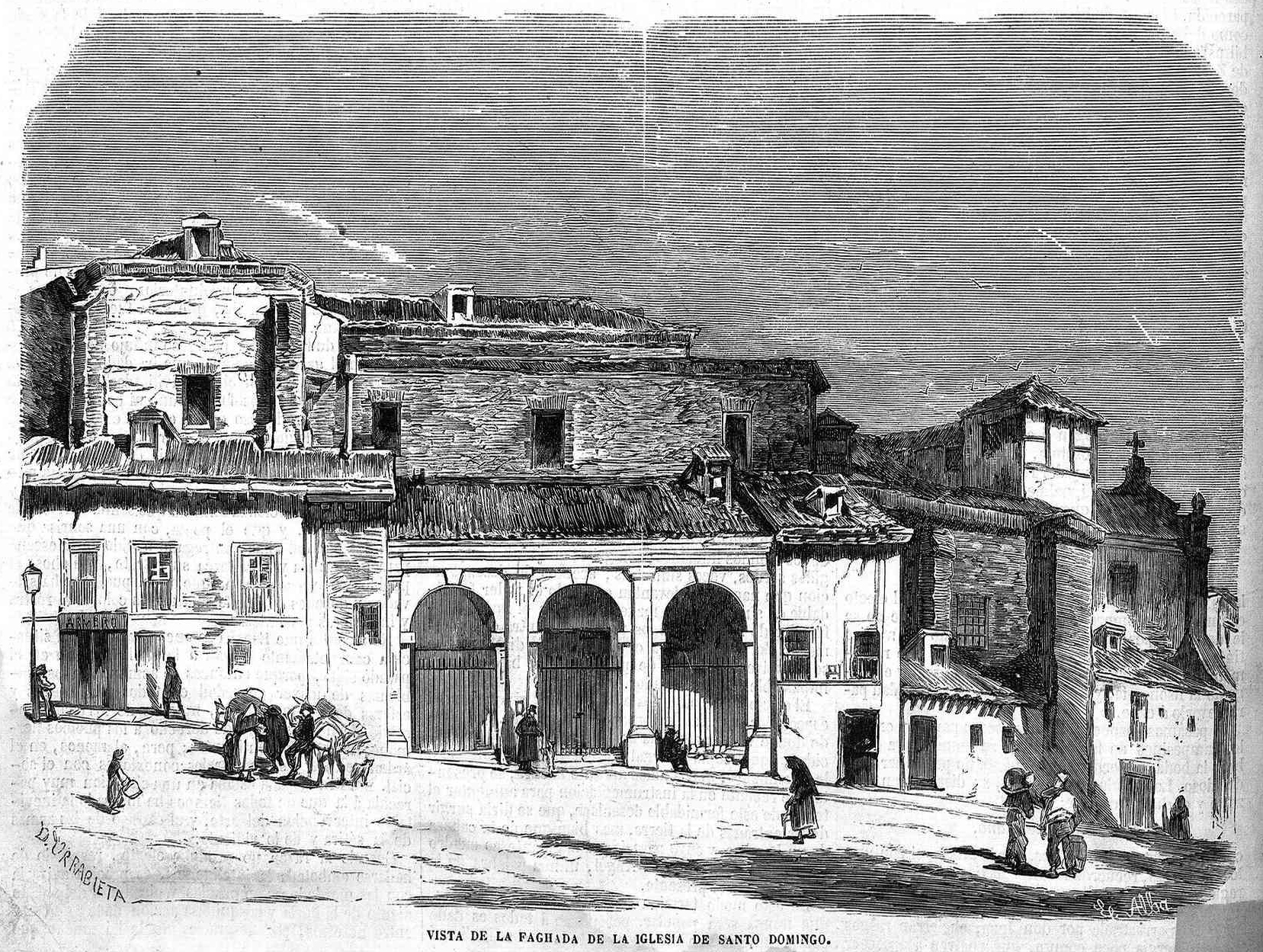
サント・ドミンゴ教会 (1869年)

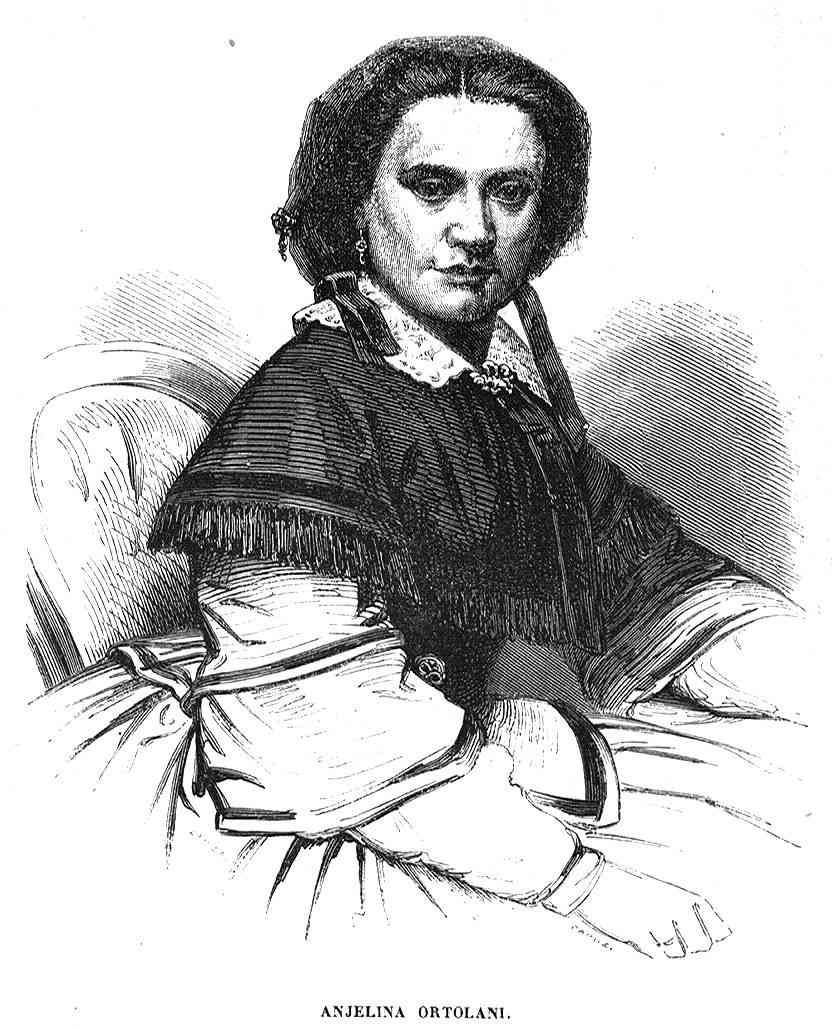
A.オルトラーニ (1857年)
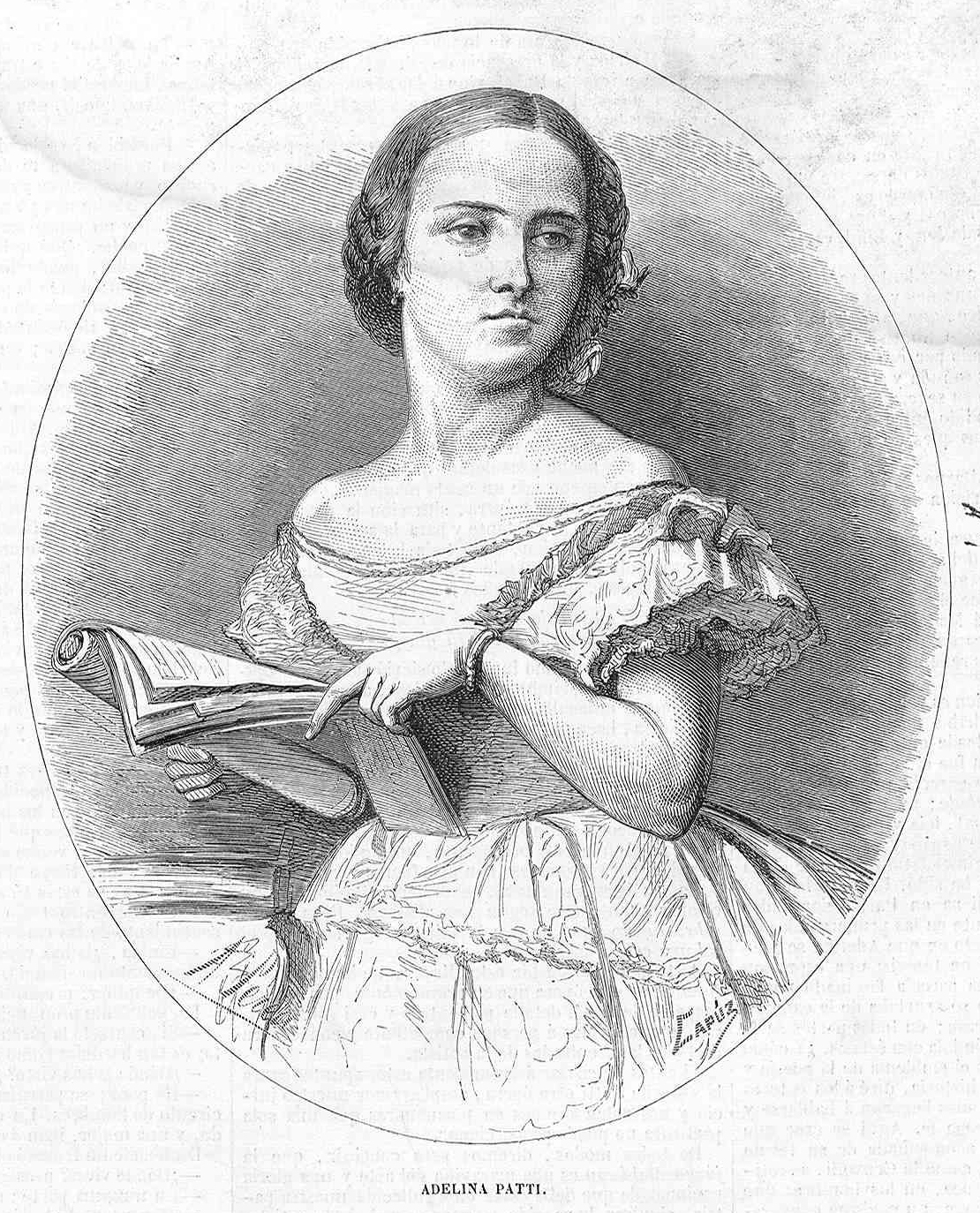
アデリーナ・パッティ (1863年)
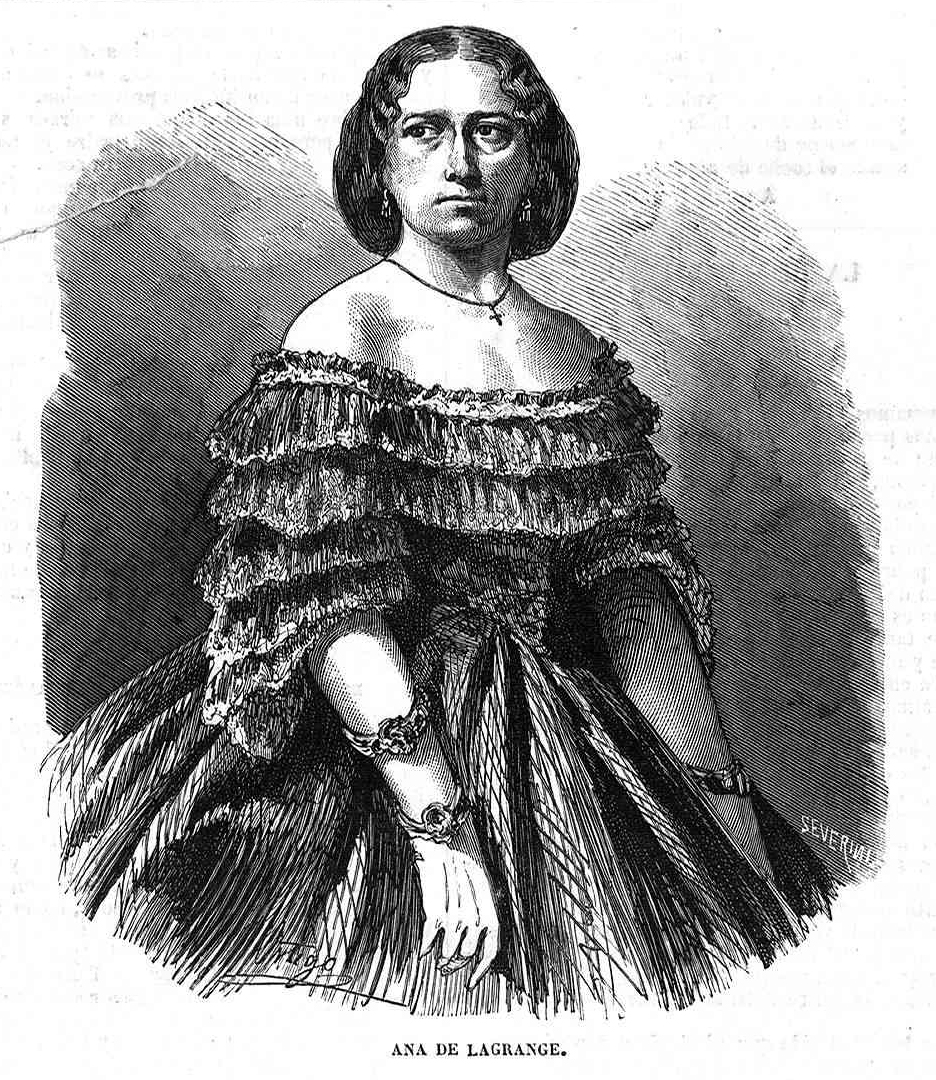
アナ・ド・ラ・グランジュ (1864年)
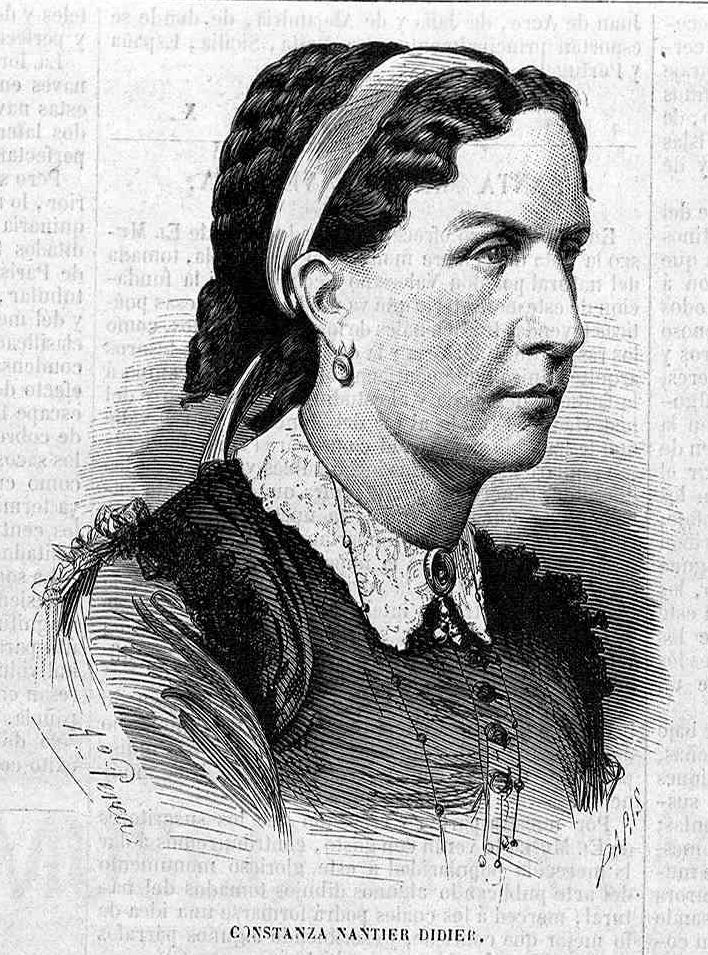
C.N.ディディエ (1866年)
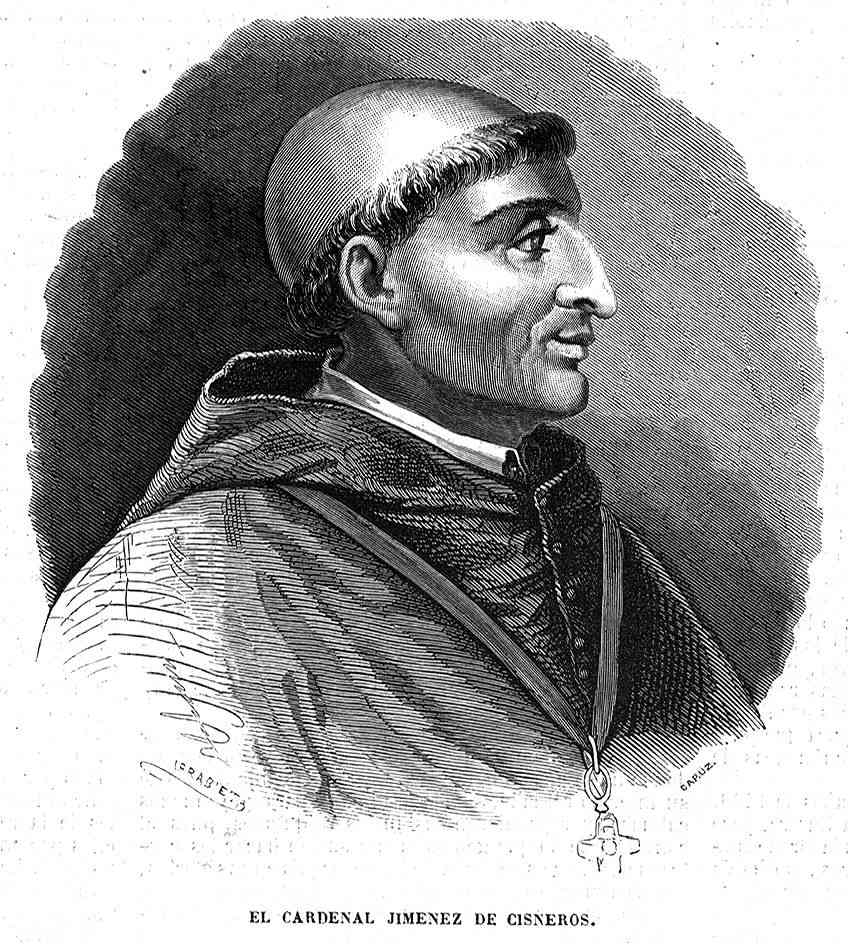
F.J.D.シスネロス (1857年)
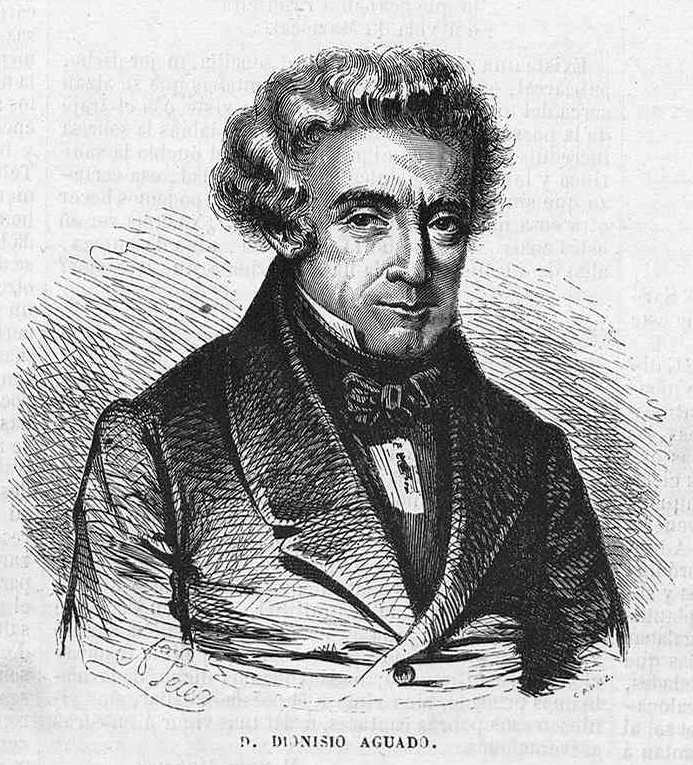
D.アグアド (1857年)
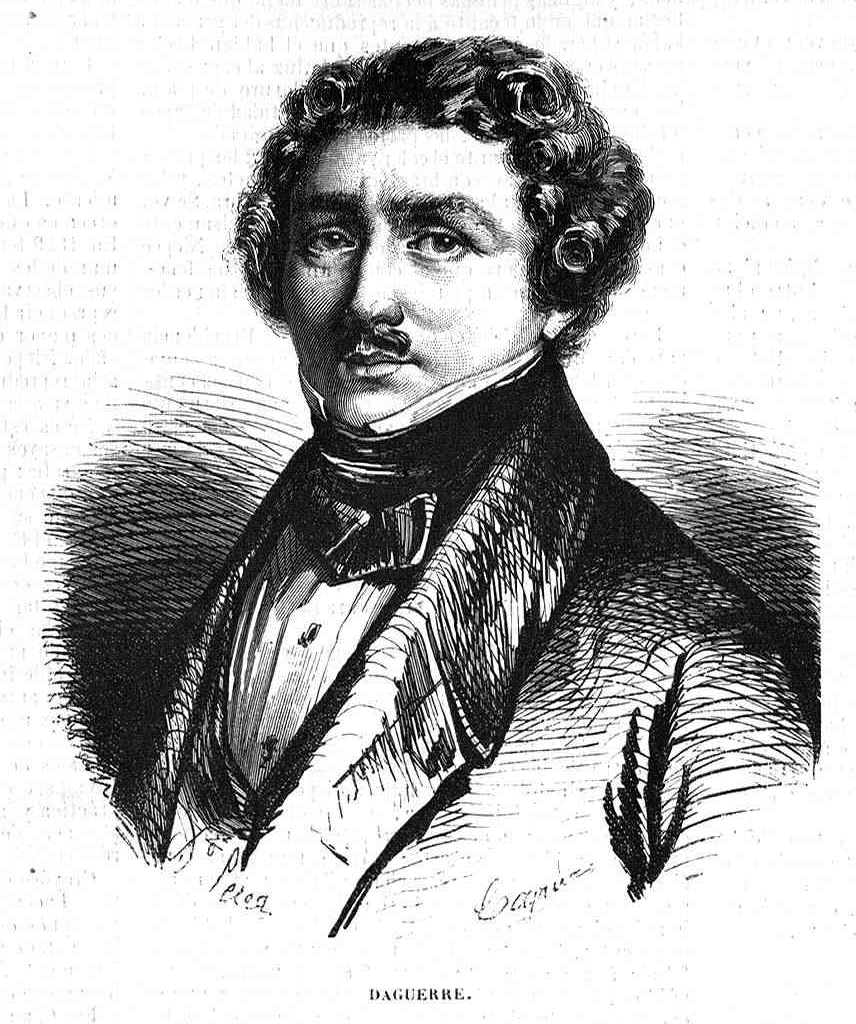
ダゲール (1858年)
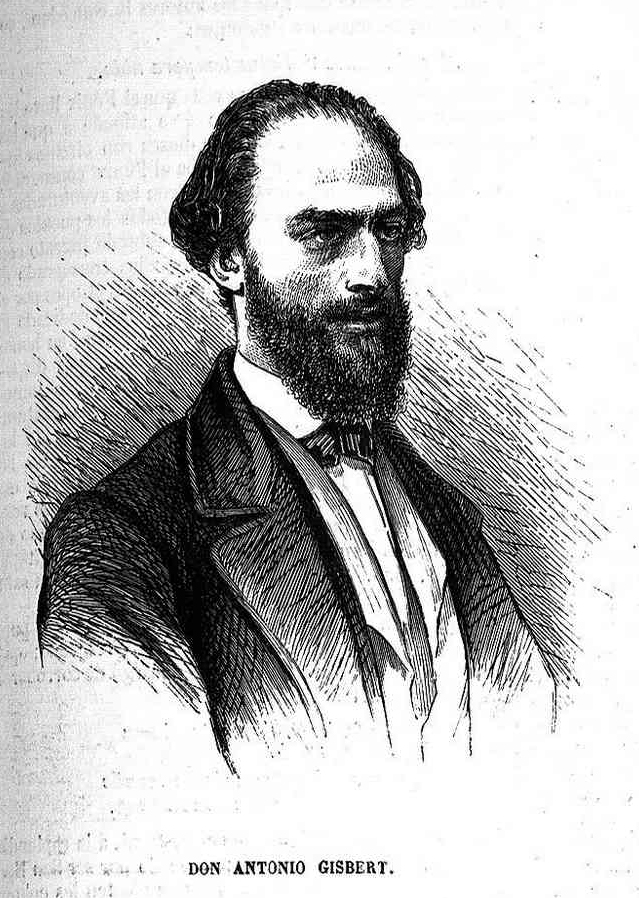
A.ヒスベルト (1860年)

## 関連紙誌
※発刊順に列記
- ルビュー・アンシクロペディーク
- ル・マガザン・ピトレスク
- エル・ムセオ・ウニベルサル
- ヴォクルグ・スヴェタ
- ル・マガザン・デデュセシオン・エ・ドゥ・レクレアシオン
- ル・ジュルナル・ドゥ・ラ・ジュネス
- リルスタツィオーネ・イタリアーナ（イタリア語版）
- ラ・スィヤーンス・イリュストレ
- ジュルナル・デ・ヴォヤージュ
- スィヤーンス・エ・ヴォヤージュ